# Christian Ludwig Seebaß
Christian Ludwig Seebaß (* 23. Mai 1754 in Großhennersdorf; † 16. Oktober 1806 in Leipzig) war ein deutscher Romanist, Philosoph und Schriftsteller. 

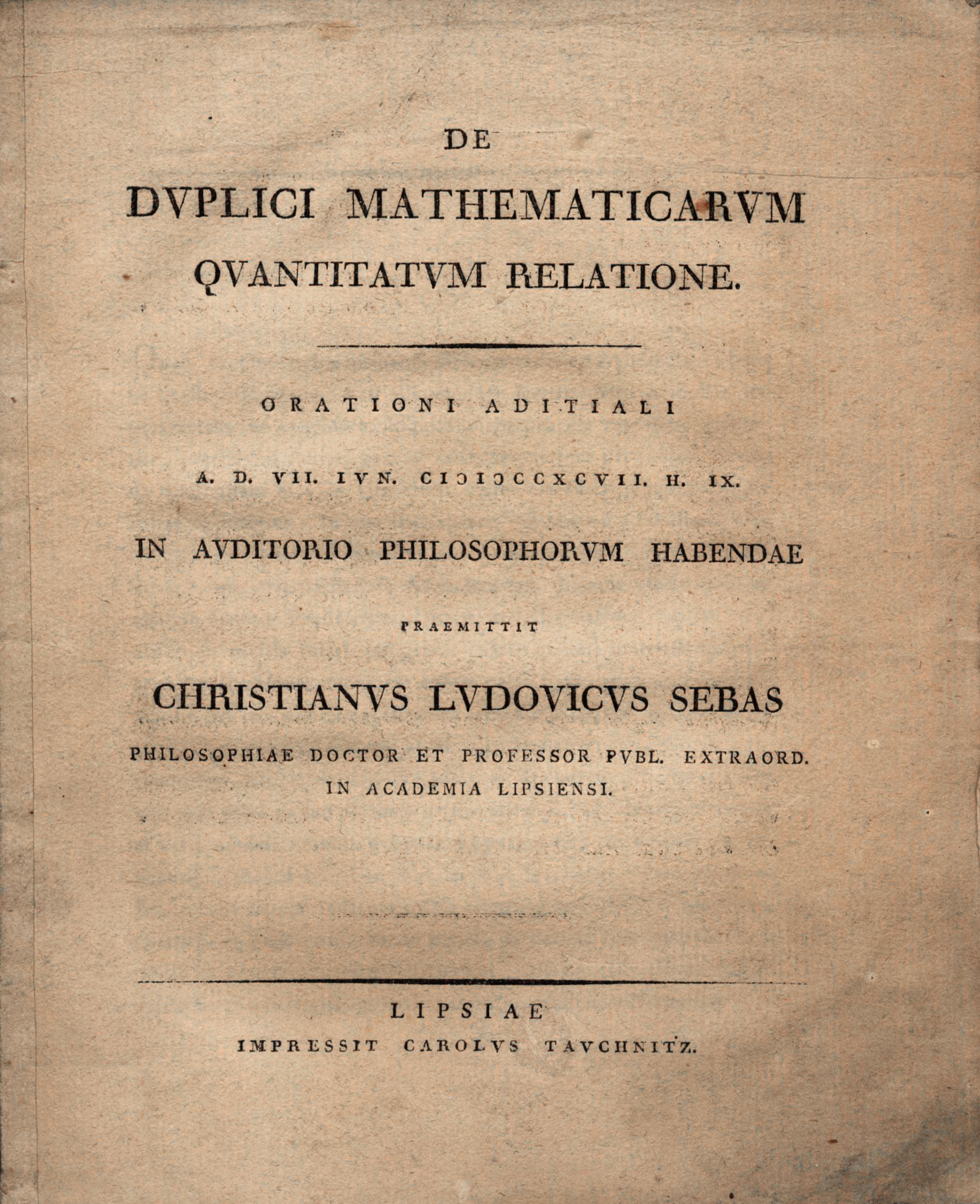
Titelblatt der mathematischen Vorlesung De Duplici Mathematicarum Quantitatum Relatione (1797)

## Leben
Er schloss sein Studium an der Universität Leipzig 1792 mit der Magisterwürde ab. Es folgte 1793 die Dissertation De matheseos disciplina et usu. Seebaß arbeitete fortan als Lehrer der Mathematik und von 1797 an als außerordentlicher Professor der Philosophie an der Universität Leipzig und war Kollegiat im kleinen Fürstenkollegium zu Leipzig.
Mit Friedrich Gotthelf Baumgärtner (* 15. September 1759; † 29. November 1843) gab er 1801 bis 1805 das Magazin aller neuen Erfindungen, Entdeckungen und Verbesserungen heraus. Er war auch als Übersetzer mehrerer technologischer Schriften aus dem Französischen tätig.
Als Freimaurer war Seebaß Mitglied des Engbundes, der sich mit der wissenschaftlichen Erforschung der freimaurerischen Geschichte befasste und gegen deren Mythologisierung wandte. Als Mitglied der 1799 gegründeten und 1801 wieder geschlossenen Leipziger Freimaurerloge Zur grünenden Eiche hatte er großen Anteil an deren Fortbestehen als Loge Apollo zu den drei Akazien. Ihre Existenz konnte er unterstützt von Friedrich Ludwig Schröder durch die Verständigung zwischen der wiedereröffneten Loge und den beiden älteren Leipziger Logen Minerva zu den drei Palmen und Balduin zur Linde sichern. 1803 wurde er zum Meister vom Stuhl der Loge Apollo gewählt. Unter seiner Leitung schloss sich die Loge am 13. April 1805 der Provinzialloge zu Hamburg an.

## Werk (Auswahl)
- Die Pisé-Baukunst, in ihrem ganzen Umfang, oder vollständige und faßliche Beschreibung des Verfahrens, aus blosser gestampfter Erde, ohne weitere Zuthat, Gebäude und Mauerwerk von aller Art wohlfeil, dauerhaft, feuerfest, und sicher gegen Einbruch aufzuführen. Aus dem französischen Original des Herrn Cointereaux, bearbeitet und mit Zusätzen versehen. 3 Bände. Baumgärtner, Leipzig 1893. (Digitalisat Band 1), (Band 2), (Band 3)
- Fernando. Ein historischer Beitrag zur sittlichen Charakteristik des Menschen. 3 Bände. Voß & Leo, Leipzig 1793. (Digitalisat Band 1), (Band 2), (Band 3)
- De Matheseos Disciplina Et Usu. Sommer, Leipzig 1793. (Digitalisat)
- De Duplici Mathematicarum Quantitatum Relatione. Orationi Aditiali A. D. VII. Iun. MDCCXCVII. H. IX. In Auditorio Philosophorum Habendae Praemittit Christianus Ludovicus Sebas, Philosophiae Doctor Et Professor ... In Academia Lipsiensi. Tauchnitz, Leipzig 1797. (Digitalisat)
- Handbuch nützlicher Rathschläge für Künstler. Baumgärtner, Leipzig 1804. (Digitalisat)
- Die Papiermacherkunst in ihrem ganzen Umfang. Aus dem französischen Original von Desmarest bearbeitet und mit einem Anhang über die neuesten dahin gehörigen Erfindungen und Verbesserungen versehen. Baumgärtner, Leipzig 1805.

### Herausgeber
- Handbuch nüzlicher Rathschläge und Mittel für Künstler, Fabrikanten, Landwirthe und Handwerker – Internet Archive, Leipzig 1804